# Tomás Batuecas Marugán
Tomás Batuecas Marugán (Aldeanueva del Camino, Cáceres, España, 7 de marzo de 1893– Santiago de Compostela, La Coruña, España, 21 de octubre de 1972) fue un químico español destacado por su trabajo sobre el peso atómico de los elementos. Batuecas fue catedrático de Química Física, vicerrector de la Universidad de Santiago de Compostela y escritor.

## Biografía
Se graduó con honores por la facultad de ciencias de la Universidad de Salamanca en 1913  y el mismo año empezó sus estudios de doctorado en Madrid bajo la dirección de Blas Cabrera Felipe. En 1916, Batuecas estudió en la Universidad de Ginebra con Philippe A. Guye, donde se interesó en la densidad y compresibilidad de los gases reales. En Ginebra también conoció a Enrique Moles Ormella, con quien formó un equipo de trabajo de larga trayectoria y quien orientó su carrera hacia una formación químico-física.
En 1917 presentó su tesis doctoral en la Universidad de Madrid, galardonada con premio extraordinario, y volvió por un breve periodo de tiempo a la Universidad de Ginebra para enseñar química. A su regreso a la Universidad Complutense de Madrid, continuó su trabajo sobre las propiedades de los gases con Cabrera y Moles. En 1932, Batuecas ganó por oposición la cátedra de Química Física (la primera de España) en la Universidad de Santiago, la cual desempeñó hasta su jubilación en 1963. En 1936 fue nombrado vicerrector. Aunque, según algunos testimonios, delató a Isidro Parga Pondal para su depuración,esta información ha sido desmentida por Francisco González de Posada en su tesis sobre Tomás Batuecas defendida en la Universidad de Salamanca el año 2022.
A lo largo de su carrera, Batuecas publicó más de 130 artículos científicos. Su investigación se centró principalmente en la determinación de los pesos atómicos, utilizando mediciones de densidad de los gases o cristalografía de rayos X. Su trabajo sobre los pesos atómicos empezó en Ginebra, en 1916, con Guye, y se enfocó en evaluar el método de Daniel Berthelot de la densidad límite para los gases reales. En Madrid (1924) Batuecas también desarrolló un interés en la cristalografía de rayos X y su uso para la determinación del peso atómico de los elementos.
La contribución más destacable del Dr. Batuecas en este ámbito fue quizás su papel en la adopción de la escala internacional de pesos atómicos basada en el nucleido del carbono-12. Batuecas fue presidente del Comité Internacional de Pesos Atómicos de 1960 a 1963 y, en 1961, en la Asamblea General de la Unión Internacional de Química Pura y Aplicada (más conocida por sus siglas en inglés IUPAC) celebrada en Montreal, jugando un papel decisivo en el establecimiento de la nueva escala de masa atómica.